# 長滝駅
長滝駅（ながたきえき）は、大阪府泉佐野市長滝にある、西日本旅客鉄道（JR西日本）阪和線の駅である。駅番号はJR-R46。

## 歴史
- 1930年（昭和5年）6月16日：阪和電気鉄道の和泉府中駅 - 阪和東和歌山駅（現在の和歌山駅）間延伸により開業[1]。
- 1940年（昭和15年）12月1日：阪和電気鉄道が南海鉄道に吸収合併され、南海山手線の駅となる[1][2]。
- 1944年（昭和19年）5月1日：戦時買収により国有化され、運輸通信省（国鉄）阪和線の駅となる[1][2]。
- 1977年（昭和52年）6月1日：荷物扱い廃止[1]。
- 1984年（昭和59年）2月1日：貨物の取り扱いを廃止[1]。
- 1987年（昭和62年）4月1日：国鉄分割民営化により、西日本旅客鉄道（JR西日本）の駅となる[1][2]。
- 1993年（平成5年）7月1日：阪和線運行管理システム（初代）導入。
- 1998年（平成10年）6月17日：自動改札機を設置し、供用開始[3]。
- 2003年（平成15年）11月1日：ICカード「ICOCA」の利用が可能となる[4]。
- 2011年（平成23年）3月12日：ダイヤ改正により日中時間帯における「紀州路快速」の停車駅となる（当駅から紀伊中ノ島駅までの快速通過駅全駅に共通）[5][6]。
- 2013年（平成25年）9月28日：阪和線運行管理システムを2代目のものに更新。
- 2018年（平成30年）3月17日：駅ナンバリングが導入され、使用を開始。
- 2019年（平成31年）
  - 3月31日：この日をもってみどりの窓口が営業終了。
  - 4月1日：この日より終日無人駅となる。

## 駅構造
待避設備を備えた島式ホーム2面4線を持つ地上駅。駅舎は阪和電気鉄道時代からの三角屋根の古いものが駅西側天王寺寄りにある。ホームと改札の間は、駅南端（和歌山寄り）の跨線橋で連絡している。バリアフリーの設備はない。
和泉府中駅が管理する無人駅。ICカード「ICOCA」を利用することができる（相互利用可能ICカードはICOCAの項を参照）。
駅前にバリアフリー対応公衆トイレあり。

### のりば
| のりば | 路線   | 方向 | 行先                         |
| ------ | ------ | ---- | ---------------------------- |
| 1・2   | 阪和線 | 上り | 日根野・天王寺・関西空港方面 |
| 3・4   | 阪和線 | 下り | 和泉砂川・和歌山方面         |

- 内側の2・3番のりばが本線、外側の1・4番のりばが待避線である。

### 配線図
| ← 阪和線 天王寺方面 ← 南海本線 難波方面 | 日根野駅・長滝駅・泉佐野駅・羽倉崎駅・りんくうタウン駅・関西空港駅 配線略図 | → 阪和線 和歌山方面 → 南海本線 和歌山市方面 |
| 凡例 出典:                              |                                                                             |                                             |

## 利用状況
2023年（令和5年）度の一日平均乗車人員は853人である。
各年度の1日の平均乗車人員は以下の通りである。
| 年度               | 1日平均 乗車人員 | 出典          |
| ------------------ | ---------------- | ------------- |
| 1988年（昭和63年） | 1,077            | [ 大阪府 1 ]  |
| 1989年（平成元年） | 1,060            | [ 大阪府 1 ]  |
| 1990年（平成02年） | 1,082            | [ 大阪府 2 ]  |
| 1991年（平成03年） | 1,107            | [ 大阪府 3 ]  |
| 1992年（平成04年） | 1,109            | [ 大阪府 4 ]  |
| 1993年（平成05年） | 1,102            | [ 大阪府 5 ]  |
| 1994年（平成06年） | 1,119            | [ 大阪府 6 ]  |
| 1995年（平成07年） | 1,101            | [ 大阪府 7 ]  |
| 1996年（平成08年） | 1,079            | [ 大阪府 8 ]  |
| 1997年（平成09年） | 1,044            | [ 大阪府 9 ]  |
| 1998年（平成10年） | 986              | [ 大阪府 10 ] |
| 1999年（平成11年） | 914              | [ 大阪府 11 ] |
| 2000年（平成12年） | 932              | [ 大阪府 12 ] |
| 2001年（平成13年） | 915              | [ 大阪府 13 ] |
| 2002年（平成14年） | 889              | [ 大阪府 14 ] |
| 2003年（平成15年） | 904              | [ 大阪府 15 ] |
| 2004年（平成16年） | 878              | [ 大阪府 16 ] |
| 2005年（平成17年） | 880              | [ 大阪府 17 ] |
| 2006年（平成18年） | 848              | [ 大阪府 18 ] |
| 2007年（平成19年） | 817              | [ 大阪府 19 ] |
| 2008年（平成20年） | 821              | [ 大阪府 20 ] |
| 2009年（平成21年） | 825              | [ 大阪府 21 ] |
| 2010年（平成22年） | 837              | [ 大阪府 22 ] |
| 2011年（平成23年） | 859              | [ 大阪府 23 ] |
| 2012年（平成24年） | 891              | [ 大阪府 24 ] |
| 2013年（平成25年） | 905              | [ 大阪府 25 ] |
| 2014年（平成26年） | 891              | [ 大阪府 26 ] |
| 2015年（平成27年） | 917              | [ 大阪府 27 ] |
| 2016年（平成28年） | 923              | [ 大阪府 28 ] |
| 2017年（平成29年） | 919              | [ 大阪府 29 ] |
| 2018年（平成30年） | 949              | [ 大阪府 30 ] |
| 2019年（令和元年） | 942              | [ 大阪府 31 ] |
| 2020年（令和02年） | 778              | [ 大阪府 32 ] |
| 2021年（令和03年） | 774              | [ 大阪府 33 ] |
| 2022年（令和04年） | 813              | [ 大阪府 34 ] |
| 2023年（令和05年） | 853              | [ 大阪府 35 ] |

## 駅周辺
かつては「瀧の池キャンプ場」の最寄り駅であったが、現在は単なる灌漑用のため池として残るのみである。
- 浦田会館（葬祭場）
- 泉佐野市立はるか子ども園
- 蟻通神社
- 意賀美神社（おがみじんじゃ）
- 茅渟宮（ちぬのみや）跡・伝衣通姫墓所
- 吹田総合車両所日根野支所（駅東側）
- 国道481号
- 明福寺（みょうふくじ）

## 隣の駅
西日本旅客鉄道（JR西日本）
 阪和線
■快速・■直通快速
通過
■紀州路快速（朝の下りの一部は通過）・■区間快速（平日のみ運転）・■普通
日根野駅 (JR-R45) - 長滝駅 (JR-R46) - 新家駅 (JR-R47)

### 記事本文